# Матеј Нинослав
Матеј Нинослав, син Радивоја, био је босански бан (од 1232 до 1250) и сплитски кнез (од 1242 до 1244). Након што се повукао са трона 1250, наследио га је рођак Пријезда из династије Котроманићи.

## Биографија
Раздобље од почетка 13. века па до доласка на власт српског бана Матеја Нинослава 1232. године у Босни је обиљежено јачањем и ширењем Цркве босанске и њеног учења, те наглим порастом моћи и утицаја босанске властеле. Притисци папске курије на православну Босну, у циљу покрштавања, не губе на свом интензитету још од Сабора на Билину пољу гдје је папа тражио да се Кулин бан одрекне свог учења или у противном да се суочи са крсташким ратом против Босне.
Током свог ранијег живота, Матеј је био противник Богумила, верни вазал Угарске и побожан католик. Ипак, Матеј је силом уклонио свог претходника Стјепана Кулинића уз помоћ присталица Цркве босанске.
Већ 1233. године папа упућује у Босну новог папског изасланика, кардинала Јакоба. Он је ту на првом мјесту затекао новог бана Матеја Нинослава, пореклом из јеретичке породице, којега је вероватно и уз угарски притисак, присилио да прихвати католицизам. Заједно са Нинославом на католичку веру прешао је и његов рођак Пријезда. Пријезда је доминиканцима, који су као мисионари и инквизитори убрзо дошли у Босну да покрсте становништво Босне, био присиљен предати и свога сина као таоца, чиме је јамчио да неће одступити од римске цркве. Бан Матеј Нинослав је 1233. године писао папи Гргуру IX да се његова властела не покорава, према старом обичају, његовој врховној власти, него самостално управља повјереним жупама. Док су његови преци, жалио се бан Нинослав, „по старом обичају“, повјеравали жупе и села коме су хтели и одузимали их према властитом нахођењу и потреби, сада њему, „који је недавно са јеретичке прешао на католичку вјеру и почео да гони јеретике“, држаоци посједа „ускраћују послушност, крше старе обичаје“ и задржавају посједе „против његове воље“.
Међутим, након извјештаја из Босне да је и сам бан Матеј Нинослав поновно вратио у православље и да је тај покрет захватио и суседне земље, посебно Славонију, папа је обновио захтјев да се против Босне поведе крсташки рат. Папском бискупу Ивану Тевтонцу наложено је да у Босни проповиједа „свети рат“ против босанских и славонских јеретика. Цијела крсташка војна повјерена је херцегу Коломану, који је добио посебна овлашћења. Бан Матеј Нинослав, суочен са нападом на Босну и могућим истребљењем Срба, није оклијевао да се, без обзира на вјерска питања стави на чело отпора против Рима и Угарске. Крсташки свети рат против Босне и њиховог вјерског учења почео је 1235. и са прекидима трајао три године. Коломанова војска успјела је уз много проливене крви проћи кроз Босну и Хум. Када се 1237. и 1238. са пленом повукла из Босне, ствари су у Босни опет кренуле својим уобичајеним током. Циљ покрштавања у Босни ипак није успео.
Дајући трговачке привилегије Дубровнику, Нинослав у три банове повеље, писане 1234-1240, 1240 и 1249, као његови поданици спомињу се Срби. Ове су повеље уговори између босанског бана и Дубровника, а тичу се слободе трговања дубровачких трговаца по босанској држави. Дијелови текста банових повеља по којима видимо да Нинослав своје поданике сматра Србима у преводу на савремени српски језик гласе овако: Ако тужи Србин Влаха да се парничи пред кнезовима Дубровачким; ако тужи Влах Србина да се парничи пред баном.